# Neu-Asseburg
Die Neu-Asseburg ist ein kleines Jagdschloss bei Blumerode.

## Geschichte
Neu-Asseburg wurde 1596 von Hans Ernst von der Asseburg auf Peseckendorf, Wallhausen und Beyernaumburg, der aus einer in der Nähe Braunschweigs stammenden Adelsfamilie stammt, gebaut. Die Hoffnung auf Bodenschätze wie Gold und Kupfer veranlassten den Grafen ein großes Grundstück im Mansfeldischen zu kaufen. Man baute das Schloss und stellte danach fest, dass zu weit nördlich der regionalen Kupferadern investiert wurde. Das Grundstück wurde wieder verkauft.
Nach einer Reihe ständig wechselnder Besitzer fiel das Grundstück in den Besitz des preußischen Königs, der das Schloss seinen unehelichen Kindern vermachte. Diesem Herrn Prillewitz, dem illegitimen Sohn des Königs, brachte das Grundstück auch kein Glück, seine Kinder starben in jungen Jahren. Noch heute sind drei große Gräber mit großen beschrifteten Grabplatten auf dem Schlossberg zu sehen.
Carl Wentzel, Oberamtmann aus Teutschenthal, gehörte das Schloss ab 1917. Nach dem Attentat vom 20. Juli 1944 auf Hitler versteckte sich hier einer der Verschwörer, der Leipziger Oberbürgermeister Carl Friedrich Goerdeler, bei dem damaligen Besitzer Carl Wentzel. Danach flüchtete Goerdeler weiter nach Kassel, dort wurde er von einer Putzfrau aus Angst verraten. Er konnte aus Kassel fliehen, wurde aber auf dem Weg nach Osten von der Gestapo aufgegriffen. Wentzel flüchtete zunächst in den Norden Sachsen-Anhalts. Beide wurden zum Tode verurteilt und in Plötzensee hingerichtet.
Die Neu-Asseburg beherbergte während dieser Zeit noch den Reichsarbeitsdienst, die Hitlerjugend und eine Schwesternschule, die zu einem Altenheim ausgebaut wurde. Nach der Wiedervereinigung von 1990 wurde die Immobilie an die Johanniter verkauft und stand lange zum Verkauf.
Im Jahr 2024 begann ein neuer Nutzer mit Aufräum- und Sicherungsmaßnahmen im stark verfallenen Schloss.